# Classe Kongō (croiseur)
Pour les autres classes de navires du même nom, voir Classe Kongō.
La classe Kongō est une série de quatre croiseurs de bataille de la Marine Impériale japonaise, conçue par l'architecte naval britannique Sir George Thurston (en), avant la Première Guerre mondiale. Le Kongō fut le dernier grand navire de guerre japonais à être construit en dehors du Japon. Il a servi de modèle pour les trois autres unités de la classe, qui ont été construites dans des chantiers japonais. Ils ont subi des transformations importantes entre les deux guerres mondiales, et ont eu l'activité militaire la plus importante des grands navires porte-canons japonais, leur vitesse supérieure à celle des cuirassés japonais des classes suivantes, Fusō et Nagatō, les ont amené à accompagner les porte-avions de Pearl Harbor à Midway. Aucun n'a survécu à la Seconde Guerre mondiale, deux ont été perdus devant Guadalcanal, en novembre 1942, et les deux autres ont été détruits entre novembre 1944 et juillet 1945.

## Arrière-plan et conception
Au début des années 1910, dans le cadre d'une course aux armements navals entre le Royaume-Uni et l'Empire allemand, s'oppose deux conceptions du croiseur de bataille.
Les premiers à réaliser de tels bâtiments ont été les Britanniques, sous la houlette de l'amiral Fisher, Premier Lord de la Mer de 1904 à 1911, à partir de l'idée que « la vitesse tient lieu de blindage » (« Speed is armour ») : les trois navires de la classe Invincible mis en chantier en 1906 immédiatement après le HMS Dreadnought, sont entrés en service en 1908. D'un déplacement de plus de 20 000 tonnes à pleine charge soit 2 000 tonnes de plus que le célèbre cuirassé, ils portent quatre tourelles de 12 pouces (305 mm) au lieu de cinq. Plus longs d'une dizaine de mètres, avec un ratio longueur/largeur un peu supérieur (7,2 contre 6,4) et une puissance installée de 41 000 ch au lieu de 22 000, ils filent 5 nœuds de plus. Mais pour compenser les plus grandes dimensions de coque et l'appareil moteur plus puissant avec 31 chaudières au lieu de 18, l'épaisseur de la ceinture cuirassée n'est que de 6 pouces (152 mm) au lieu de 11 (280 mm) et le blindage des tourelles n'est que de 7 pouces (178 mm) au lieu de 11 (280 mm). Ces navires qui recevront en 1911 la désignation officielle de croiseurs de bataille ne sont dès lors plus intégrés aux escadres de croiseurs, mais constituent une 1re escadre de croiseurs de bataille. Conçus pour surclasser les croiseurs cuirassés, ils sont grâce à leur vitesse en situation d'éviter le combat avec les cuirassés.

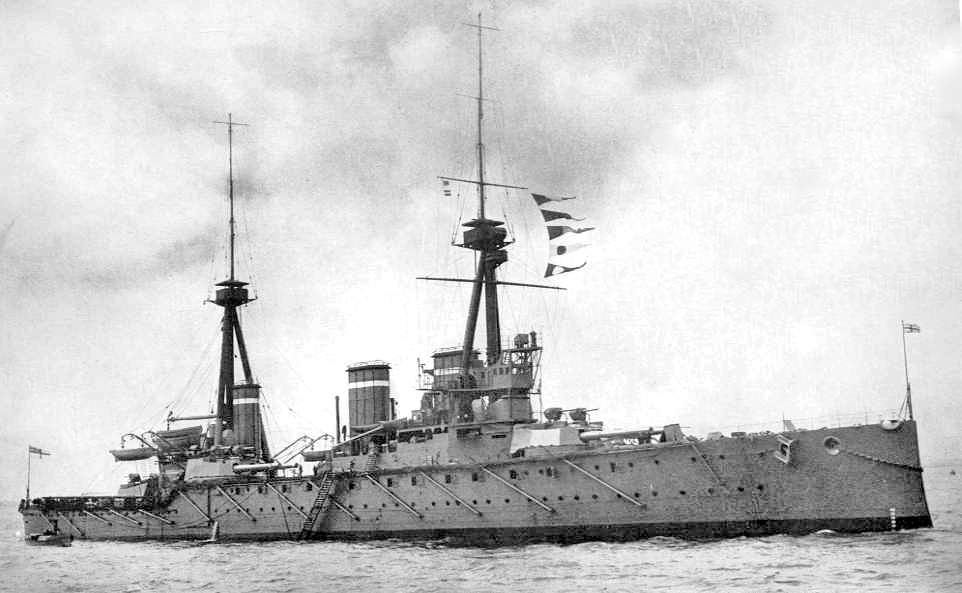
Le croiseur de bataille HMS Invincible inaugura le concept britannique du croiseur de bataille, immédiatement après la mise en service du HMS Dreadnought.

La Marine impériale allemande avait commandé en 1904 la première unité de la classe Scharnhorst d'un déplacement de 12 000 tonnes, filant 22 nœuds, armés de huit canons de 210 mm, avec un blindage de ceinture atteignant 150 mm et 170 mm sur les tourelles. En 1907, les crédits budgétaires furent alloués, en même temps que pour les deux premiers « dreadnoughts » allemands de la classe Nassau, pour un « croiseur E » nettement plus puissant que la classe Scharnhorst. Il devait déplacer 16 000 tonnes, filer 25 nœuds, être armé de douze canons de 210 mm, son blindage atteignant 180 mm en ceinture et sur les tourelles. Le but était de répondre à ce qui allait devenir la classe Invincible que l'on savait en construction, pensant, sur la foi d'une information publiée dans le Jane's Fighting Ships, qu'il s'agissait de grands croiseurs cuirassés armés de six à huit pièces de 234 mm. Lorsqu'il apparut qu'il s'agissait de navires encore beaucoup plus puissants, armés de huit canons de 305 mm, il n'était plus possible de modifier les plans de ce qui allait devenir le SMS Blücher lequel, pour des raisons de secret sur ses caractéristiques, devait rester classé croiseur cuirassé.
La Marine impériale allemande s'attacha alors à définir le « croiseur F » qui deviendra le SMS Von der Tann mis sur cale en 1908 et qui sera le prototype des « grands croiseurs » (en allemand : Großer Kreuzer est la désignation officielle des croiseurs de bataille de la Marine Impériale allemande).

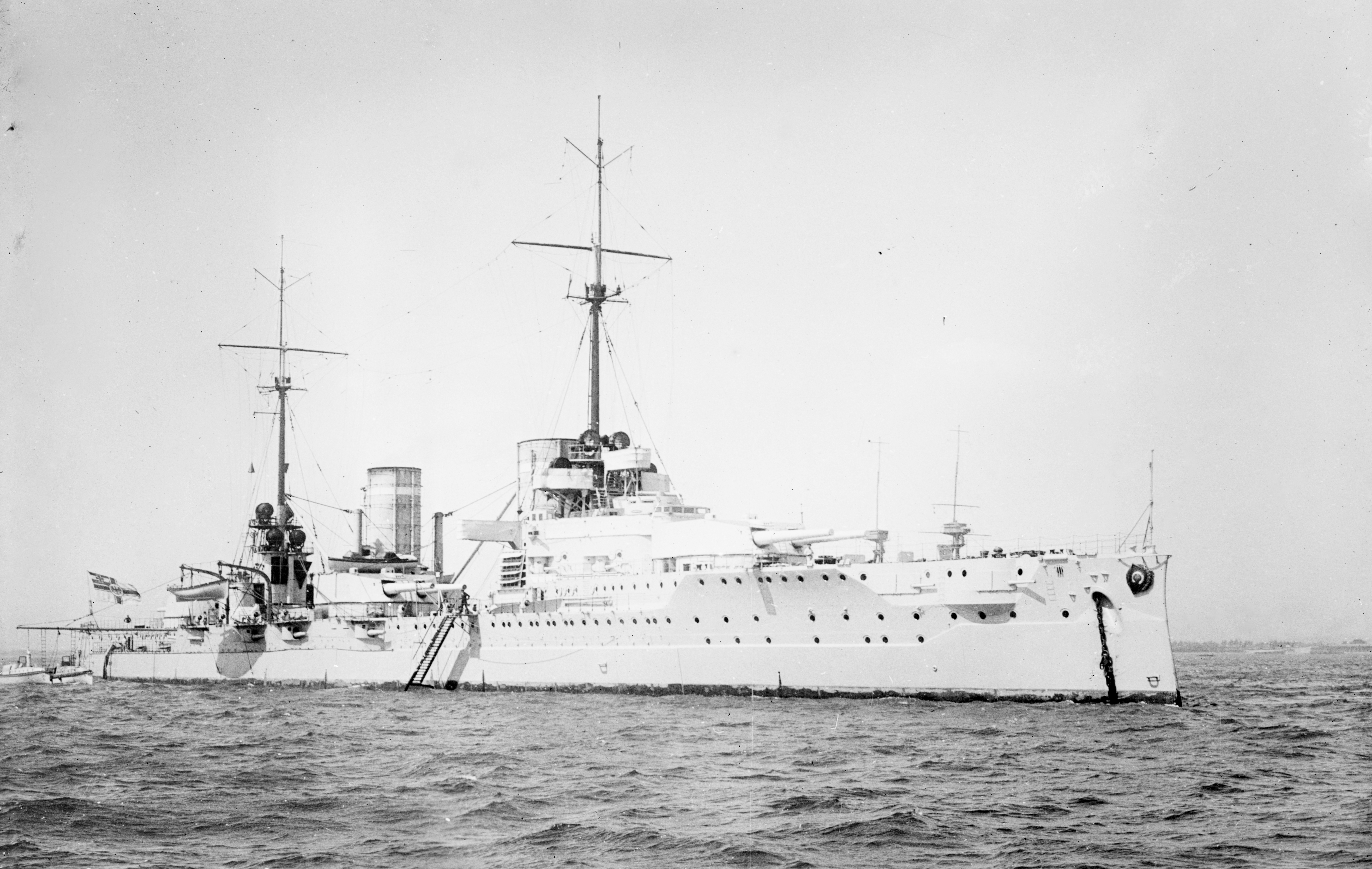
Le SMS Von der Tann, premier « croiseur de bataille » de la Marine impériale allemande, était beaucoup mieux protégé que ses équivalents britanniques.

L'amiral von Tirpitz penchait pour un homologue du HMS Invincible avec une forte artillerie et un blindage limité, pour pouvoir repousser les croiseurs cuirassés ennemis, pour l'éclairage de la Flotte. L'Empereur Guillaume II et le Reichsmarineamt (le Bureau de la Reichsmarine, qui avait la responsabilité de la planification des constructions) étaient partisans d'un navire qui puisse prendre place ensuite dans la ligne de bataille. Ce fut cette option qui fut retenue, d'où un blindage de ceinture atteignant 250 mm d'épaisseur, soit 100 mm de plus que le HMS Invincible. Dans le même esprit, bien qu'un calibre de 210 mm ou 240 mm eût été suffisant pour percer le blindage des croiseurs de bataille britanniques de l'époque, le choix se porta pour l'artillerie principale, sur quatre tourelles doubles de 280 mm, du type déjà utilisé pour les cuirassés de la classe Nassau, sans aller, pour des raisons d'économies budgétaires, jusqu'aux canons de 305 mm, qui équiperont les cuirassés à partir de la classe Helgoland. L'artillerie secondaire est importante, avec dix canons de 150 mm. Déplaçant 20 000 tonnes environ, le SMS Von der Tann est le premier grand bâtiment de guerre allemand équipé de turbines, développant 43 000 ch, pour une vitesse prévue de 25 nœuds, mais 27-28 nœuds furent atteints aux essais et en croisière d'endurance.

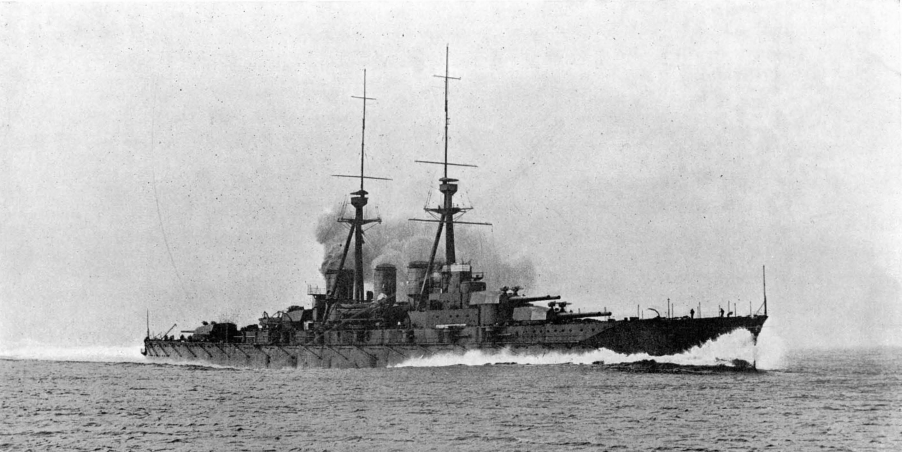
Le croiseur de bataille japonais Kongō a été construit par Vickers à Barrow-in-Furness. On remarquera les trois cheminées d'égale hauteur et les pièces de 76 mm sur les tourelles

Les croiseurs de bataille mis ensuite en service, avant la Première Guerre mondiale, dans la Royal Navy aussi bien que dans la Marine impériale allemande, furent, pour chaque classe, un peu plus puissants, mieux armés et plus rapides, que la classe précédente, mais en respectant le concept initial de chaque marine.
Les deux marines sont restées fidèles à leur conception d'origine, pour le concept du croiseur de bataille : les croiseurs de bataille britanniques ont été dotés d'un blindage de ceinture d'une épaisseur égale à 50 % du calibre de leur artillerie principale pour la classe Invincible, et à 67 % sur la classe Lion, moins que sur les cuirassés dreadnoughts sur lesquels on trouve 92 % pour le HMS Dreadnought et 88 % pour la classe Orion. Pour les grands croiseurs allemands le ratio correspondant est 89 % pour le SMS Von der Tann et 107 % pour le SMS Seydlitz, très proche de ce qu'il était sur les cuirassés, soit 107 % pour la classe Nassau et 98 % pour la classe Helgoland.
Les Japonais, avec la mise sur cale en 1911 de la première unité de la classe Kongō, adoptent le concept du croiseur de bataille sur le modèle britannique. Construit chez Vickers, à Barrow-in-Furness, déplaçant près de 30 000 tonnes, le Kongō est armé de quatre tourelles doubles de 356 mm/45, calibre inégalé à l'époque (les premiers cuirassés à porter ce calibre ne sont mis en service qu'en 1914, dans l'U.S. Navy), mais son blindage de ceinture est seulement de 203 mm, alors qu'il est de 229 mm sur la classe Lion dont l'artillerie principale a un calibre de 343 mm.
Il est réputé avoir influencé la conception de la quatrième unité qu'on peut rattacher à la classe Lion, le HMS Tiger, dans la mesure où celui-ci porte quatre tourelles doubles, superposées deux à deux à l'avant et à l'arrière, comme le Kongō, et non quatre tourelles doubles, dont une tourelle axiale centrale dont le champ de battement est limité par les superstructures avant et arrière, comme le reste de la classe Lion.
La deuxième unité de la classe Kongo, le Hiei, est construite à l'arsenal de Yokosuka, mais 30 % du matériel nécessaire est encore fourni par les Britanniques. Les deux dernières unités, Kirishima et Haruna, sont les premiers grands bâtiments de la Marine impériale japonais commandés à des chantiers navals privés, respectivement Mitsubishi de Nagasaki et Kawasaki de Kobe.

### À la mise en service
Longs de 214,58 m, avec un maître bau de 28,04 m, les unités de la classe Kongo déplaçaient, à leur mise en service, 27 950 tonnes (standard) et 32 700 tonnes,à pleine charge.

#### Armement et protection
L'artillerie principale au calibre de 356 mm de ces bâtiments en a fait les croiseurs de bataille les plus puissamment armés, jusqu'à la mise en service de la classe Renown. Tous les autres bâtiments construits avec une artillerie de 356 mm ont été des cuirassés, donc avec une vitesse moindre et une cuirasse plus épaise, d'abord un cuirassé chilien construit par Armstrong Whitworth, qui a été incorporé dans la Royal Navy sous le nom de HMS Canada, équipé de dix canons de 356 mm (14 pouces)/45 calibres Mark I, construits par Elswick Ordnance Company, ensuite les cuirassés américains de la classe New York jusqu'à la classe Tennessee, enfin les cuirassés japonais des classes Fuso et Ise.

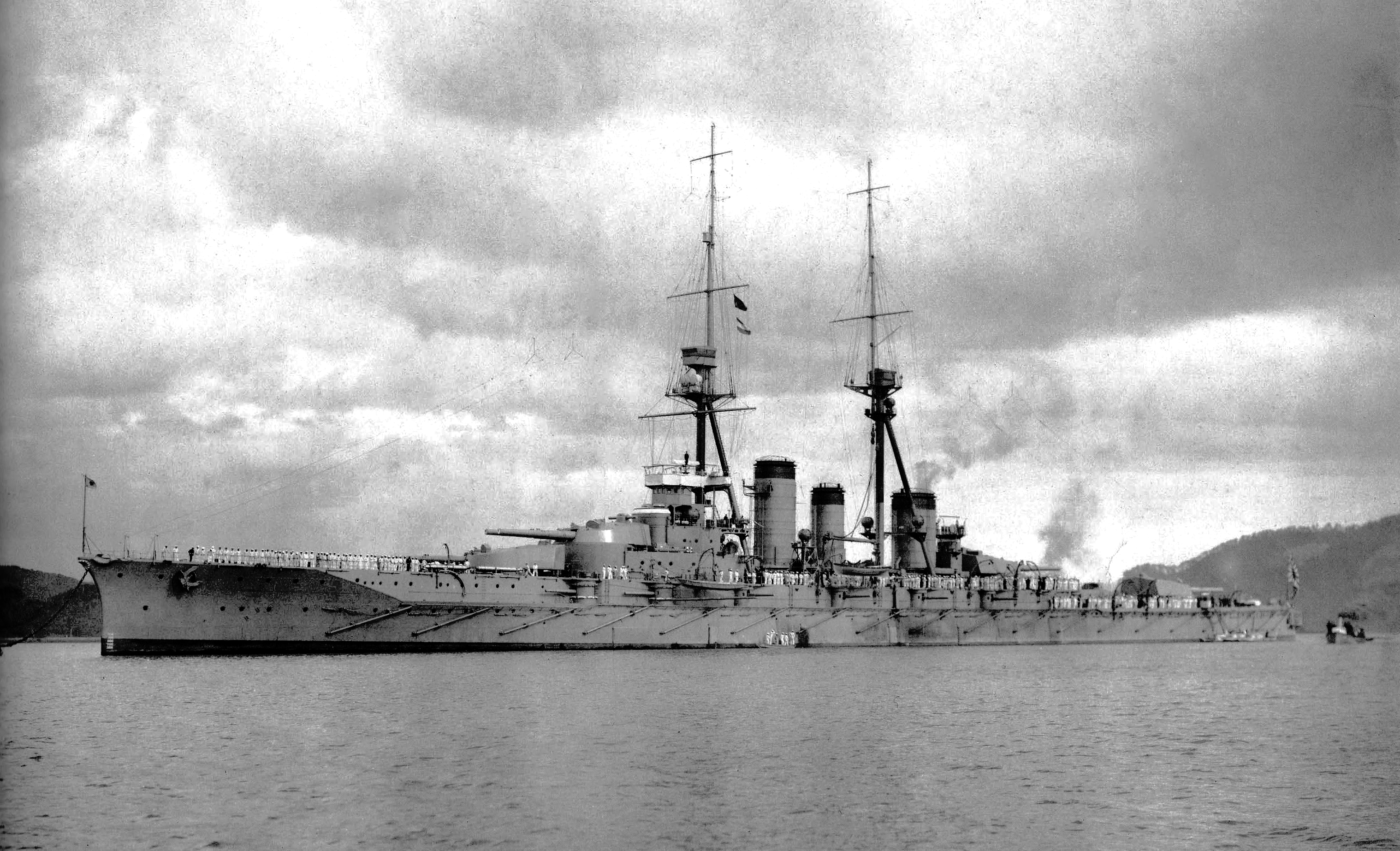
Le Kirishima amarré à Sasebo en décembre 1915

Les canons de 14 pouces (356 mm) / 45 Vickers “Mark A” des croiseurs de bataille japonais pesaient 86 tonnes, ils tiraient des obus de perforation pèsant 635 kg, avec une vitesse initiale de 770 m/s, à la cadence de 2 coups par minute. La portée était de 25 000 m avec une élévation des canons de 20°. Les tourelles de la classe Kongo “à deux canons” (selon leur désignation officielle) pesaient 664 tonnes. L'élévation maximale des pièces était de 25° sur le Kongō et 20° sur les autres unités . La vitesse d'élévation des canons était de 5°/s et la vitesse de rotation des tourelles de 3°/s.
L'artillerie secondaire était constituée de huit pièces simples de 6 pouces (152 mm) / 50 Vickers “Mark M”, sous casemates de chaque bord, tirant des obus de 45 kg à 14 000 m, à l'élévation de 15°, avec une vitesse initiale de 850 m/s, à la cadence de 5 à 6 coups par minute.
La Défense Contre Avions reposait sur des pièces simples de 3 pouces (76,2 mm), installées sans protection sur les tourelles et le pont principal. Le Kongo en a porté seize, les autres huit.
Ces croiseurs de bataille portaient aussi huit tubes sous-marins lance-torpilles de 21 pouces (533 mm).
S'ils étaient les plus puissamment armés, leur protection étaient parmi les plus légères, sous le rapport épaisseur maximale de la ceinture/calibre de l'artillerie principale. Leur ceinture cuirassée était de 8 pouces (203 mm) au centre du navire et 3 pouces (76 mm) à l'avant et à l'arrière,, ce qui aboutissait à un ratio de 57 %, intermédiaire entre la classe Invincible et la classe Lion. Les tourelles portaient 230 mm de blindage, les barbettes et le blockhaus 250 mm, le pont blindé avait une épaisseur de 70 mm.

#### Propulsion
La propusion était assurée par 36 chaudières marines Yarrows à charbon et mixtes (à charbon avec pulvérisation de fuel) alimentant deux groupes de turbines Parsons (sauf sur le Haruna où c'étaient des turbines Brown-Curtis) qui entrainaient quatre hélices. Les chaudières étaient installées dans huit compartiments. Les turbines étaient installées dans deux salles séparées par une cloison longitudinale centrale, situées entre les tourelles arrière. Les deux groupes de turbines comprenaient des turbines à basse pression entrainant les hélices intérieures, assurant la marche en vitesse de croisière, et des turbines à haute pression entrainant les hélices extérieures, pour les pointes de vitesse. La capacité des soutes était de 4 000 t de charbon et de 1 000 t de mazout, donnant un rayon d'action de 10 000 nautiques à 14 nœuds. La puissance maximale développée prévue de 64 000 ch, devait assurer une vitesse de 27,5 nœuds qui fut dépassée aux essais, le Hiei atteignant 27,72 nœuds avec une puissance de 76 127 ch.

### Modernisations et refontes

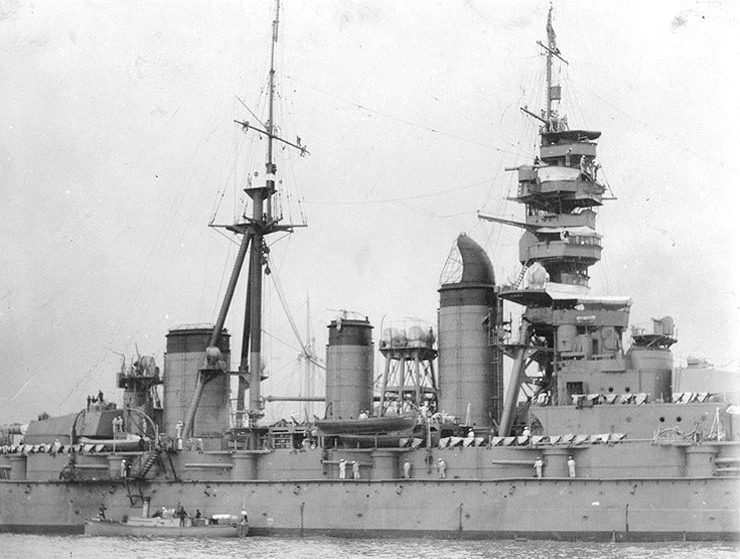
Le Kongo avec son capot de cheminée caractéristique dans le milieu des années 1920

Dès 1918, les pièces de DCA de 76 mm ont été enlevées. À partir de 1923, de nouvelles pièces de DCA ont été installées, du même calibre de 76,2 mm mais désignées comme de “8 cm/40 cal. Type 3e année” au lieu de “3 pouces/40 cal. Type 41e année”. Le Kongo et le Hiei sont équipés d'un haut capot sur la première cheminée.

#### Première modernisation (1927-1931)
Une première modernisation importante est intervenue à la fin des années 1920, pour le Kirishima de mars 1927 à mars 1930, pour le Haruna de juillet 1927 à juillet 1928, pour le Kongo de septembre 1929 à mars 1931. L'élévation maximale des pièces de l'artillerie de 356 mm a été portée à 33° de sorte que la portée maximale a atteint plus de 30 000 m. Deux des quatre tubes lance-torpilles ont été, en revanche, supprimés. Deux hydravions ont été embarqués, sans qu'une catapulte soit installée.

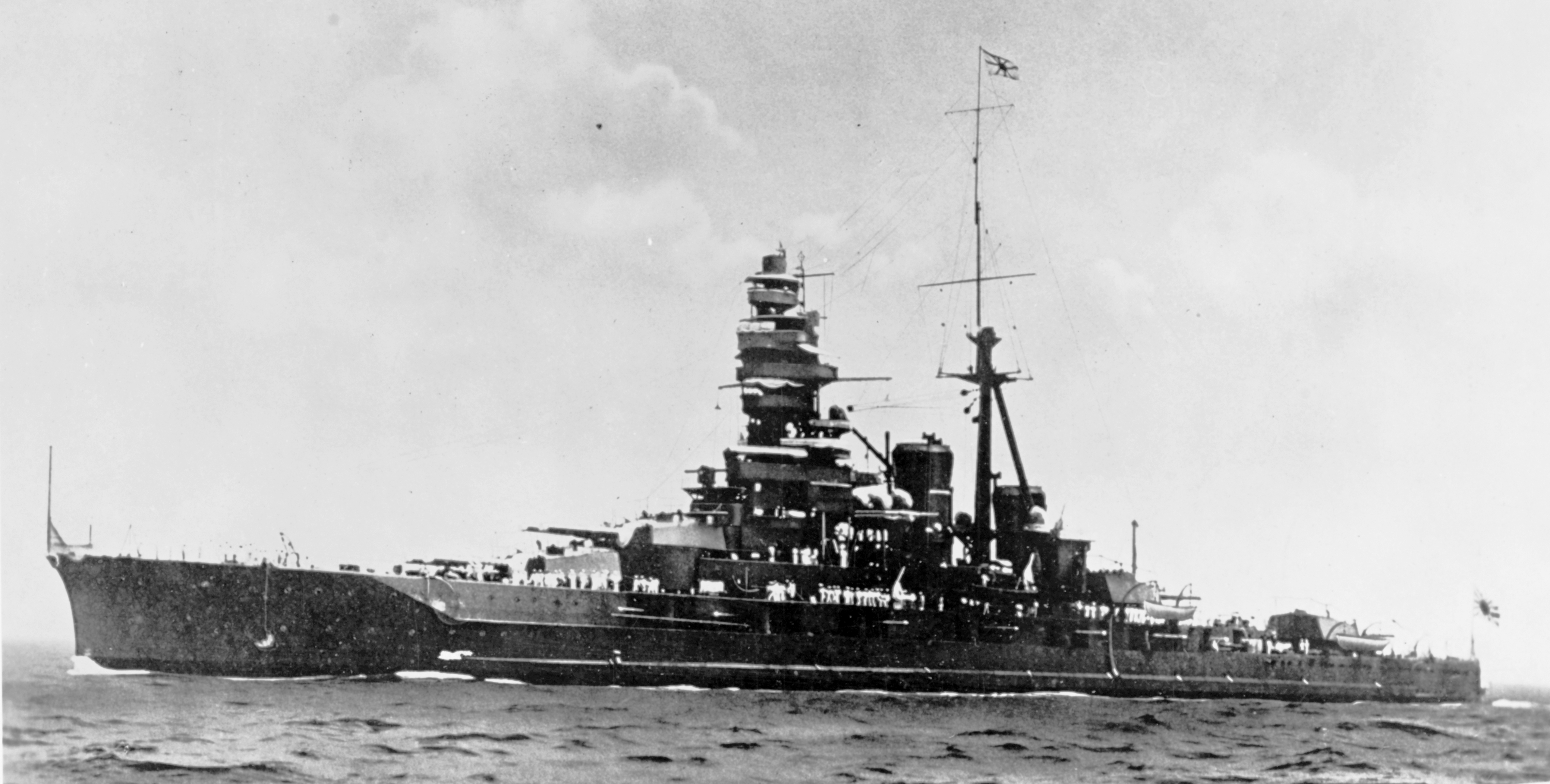
Le Kongo, après sa première reconstruction

La protection a été accrue, des cloisons transversales de 230 mm ont été ajoutées aux extrémités de la ceinture blindée, le blindage des tourelles principales a été porté à 250 mm, des bulges (compartiments extérieurs sous la ligne de flottaison) ont été ajoutés. L'épaisseur du pont blindé est passée de 70 à 120 mm. Le poids du blindage s'en est trouvé accru de 4 000 t. Le nombre des chaudières a été réduit de 36 à 16 (10 à charbon et 6 au mazout), ce qui a permis de supprimer la cheminée avant, et le poids des machines est passé de 4 750 t à 3 943 t. Des plates-formes supplémentaires ont été installées sur le mât tripode avant. L'accroissement du déplacement d'environ 3 200 t (accessoirement en violation des stipulations du traité naval de Washington de 1922) et l'accroissement du maître-bau du fait de la mise en place de bulges, alors que la puissance de la propulsion restait inchangée, a fait tomber la vitesse maximale à 25,9 nœuds. De croiseurs de bataille, les trois bâtiments modernisés ont été reclassés cuirassés.

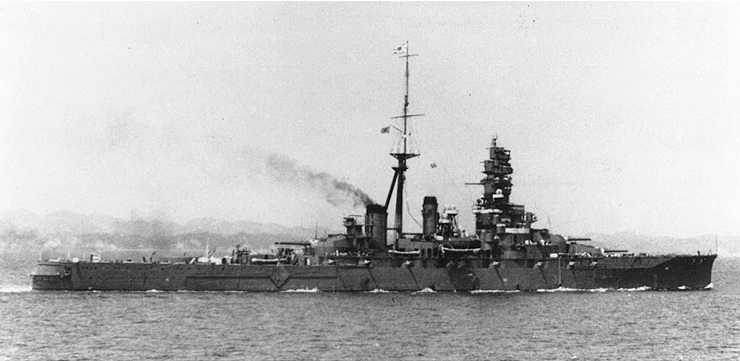
Le Hiei en bâtiment d'entrainement

La quatrième unité de la classe, le Hiei, n'a pas bénéficié de cette première modernisation. En application des traités de limitation des armements navals, il a été déclassé en bâtiment d'entrainement. Sa tourelle arrière de 356 mm a été enlevée, ainsi que les pièces de 152 mm sous casemates, la cuirasse de ceinture a été enlevée, le nombre des chaudières a été ramené à onze ce qui a limité la vitesse à 18 nœuds. Les deux cheminées avant ont été remplacées par une cheminée tubulaire unique. Le mât tripode a été remplacé par une structure “en pagode” assez mince.

#### Seconde modernisation (1933-1940)
Le premier Traité naval de Londres de 1930 ayant prolongé jusqu'au 31 décembre 1936 le moratoire de 10 ans pour la construction de cuirassés stipulé par le traité naval de Washington de 1922 plusieurs puissances navales, le Royaume-Uni, l'Italie et le Japon principalement ont lancé (ou poursuivi) des programmes de modernisation de leurs cuirassés ou croiseurs de bataille. Pour l'empire du Japon, le choix a été de permettre aux cuirassés de la classe Kongo d'avoir une vitesse maximale de 30 nœuds, pour pouvoir opérer avec les grands porte-avions rapides dont les plus anciens approchaient de cette vitesse, tandis que les plus récents devaient la dépasser. Le Haruna a bénéficié de cette modernisation d'août 1933 à septembre 1934, le Kirishima de juin 1935 à juin 1936, le Kongo de janvier 1936 à janvier 1937. Le Hiei a été porté au même niveau, dès que l'empire du Japon n'a plus été soumis aux traités de limitation des armements navals, de septembre 1936 à janvier 1940.

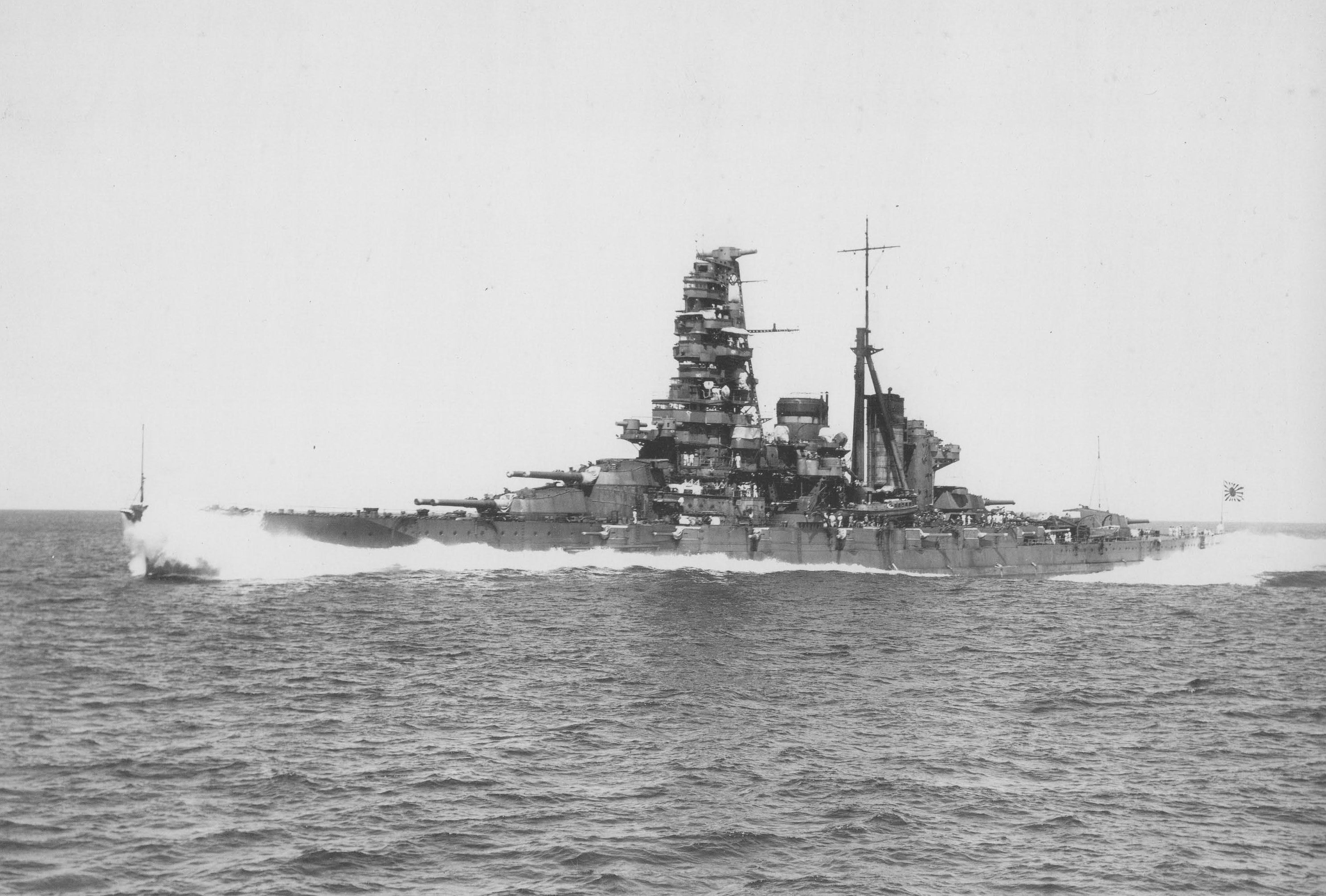
Le Haruna en essais en août 1934, après sa seconde modernisation

Pour assurer l'accroissement prévu de la vitesse, les coques ont été allongées de 7 mètres, pour garder le même ratio longueur/largeur, après l'adjonction des bulges lors de la première modernisation, le nombre des chaudières a été réduit de seize à huit (onze sur le Haruna) construites par le Département technique de la marine impériale japonaise (Kampon). Toutes chauffées au mazout, elles alimentaient quatre groupes de turbines également Kampon, développant 136 000 ch, ce qui a ramené le poids des machines à 2 929 t, tout en portant la vitesse maximale à un peu plus de 30 nœuds.
Pour l'artillerie principale, l'élévation maximale des pièces a été portée de 33° à 43°, ce qui a augmenté la portée à 35 km. Pendant la guerre du Pacifique, ont été utilisés des obus de pénétration de 675 kg et des obus hautement explosifs ou des obus incendiaires de 625-622 kg. Pour l'artillerie secondaire, les deux casemates à l'extrême-avant ont été supprimées. L'élévation maximale des pièces a été portée de 15° à 30° ce qui a augmenté la portée jusqu'à 19 500 m. Pour l'artillerie anti-aérienne à longue portée, les pièces de 76,2 mm ont été enlevées, et une batterie de quatre tourelles doubles de 127 mm Type 89 à double usage a été installée (le Hiei en avait été doté dès 1934). Ces canons tiraient des obus de 23 kg à la cadence de 8 coups/min, avec une vitesse initiale de 700–725 m/s, avec un plafond de 7 400 m, à l'élévation maximale de 75°. Pour la Défense Contre Avions rapprochée, ce sont dix affûts doubles de 25 mm Type 96 anti-aériens (sous licence Hotchkiss) qui ont été installés.
Les derniers tubes lance-torpilles ont été enlevés. Une catapulte et une grue ont été installées, pour mettre en œuvre trois hydravions.
À l'avant de la superstructure centrale, une imposante tour “en pagode” a été installée, avec un télémètre de 10 m au sommet. Les deux cheminées ont été d'égale hauteur (sauf sur le Haruna où la seconde cheminée était plus haute) avec un renflement en haut de la cheminée avant pour diminuer le risque que des étincelles ne fassent repérer les navires de nuit.
Sur le Hiei, toutes les pièces qui avaient été enlevées (et stockées) lors de son déclassement en bâtiment d'entrainement, tourelle d'artillerie principale arrière, éléments de blindage de ceinture, canons de 152 mm sous casemates, ont été remises en place, et toutes les transformations portées aux autres unités de la classe, lors de la seconde modernisation, ont été effectuées. Toutefois sa vitesse maximale n'a finalement été que de 29,5 nœuds.
Au total, les cuirassés de la classe Kongo ont été reclassés cuirassés rapides, avec un déplacement qui a atteint 32 220 tonnes (standard) et 37 200 tonnes en charge. Le blindage vertical est resté leur point faible, ce qu'a bien montré la bataille navale de Guadalcanal.

## Les unités de la classe
Les quatre navires portent le nom de monts du Japon : mont Kongō, mont Hiei, mont Kirishima et mont Haruna.
| Nom       | Lancement         | Service effectif | Chantier naval                                           | Fin de carrière                                                            | Photo |
| --------- | ----------------- | ---------------- | -------------------------------------------------------- | -------------------------------------------------------------------------- | ----- |
| Kongō     | 18 mai 1912       | 16 août 1913     | Chantiers navals Vickers à Barrow-in-Furness Royaume-Uni | coulé le 21 novembre 1944 par le sous-marin américain USS Sealion (SS-315) |       |
| Hiei      | 21 novembre 1912  | 4 août 1914      | Arsenal de Yokosuka Japon                                | coulé le 13 novembre 1942 à la première bataille de Guadalcanal            |       |
| Kirishima | 1er décembre 1913 | 19 avril 1915    | Chantiers navals Mitsubishi de Nagasaki Japon            | coulé le 15 novembre 1942 à la seconde bataille de Guadalcanal             |       |
| Haruna    | 14 décembre 1913  | 19 avril 1915    | Chantiers navals Kawasaki de Kōbe Japon                  | coulé le 28 juillet 1945 par l'aviation américaine.                        |       |

## Histoire

### Première guerre mondiale et entre-deux-guerres
Le Kongo et le Hiei participent au début de la Première guerre mondiale à l'occupation des possessions allemandes dans le Pacifique. Mais après l'occupation de Tsingtao et la destruction des navires de l'Escadre allemande d'Extrême-Orient (Ostasiengeschwader), ils n'ont plus d'activité notable, car restés dans le Pacifique, où il n'y a plus de forces navales organisées ennemies.
Les bâtiments de la classe Kongo ont constitué la 3e Division de Cuirassés. Parmi leurs commandants les plus connus, on citera
- en 1928, sur le Hiei, le capitaine de vaisseau (daisa) Shimada, qui, devenu amiral, sera Ministre de la Marine d'octobre 1941 à juillet 1944,
- en 1931, sur le Kongo, le capitaine de vaisseau Kondō, Commandant-en-Chef de la 2e flotte de septembre 1941 à août 1943
- en 1933, sur le Hiei, le capitaine de vaisseau Inoue qui, commandant de la 4e flotte, assumera le commandement supérieur de l'opération Mo qui conduira à la bataille de la mer de Corail,
- en 1935, sur le Haruna, le capitaine de vaisseau Ozawa, Commandant-en-Chef de la 3e flotte puis de la 1re Flotte Mobile de novembre 1942 jusqu'à décembre 1944,
- en 1935, sur le Kirishima, le capitaine de vaisseau Mikawa qui commandera la 3e Division de cuirassés de Pearl Harbor à Midway, puis la 8e flotte et sera le vainqueur de la bataille de l'île de Savo,
- en 1936, sur le Haruna, le capitaine de vaisseau Itô qui devenu vice-amiral, prendra la suite du vice-amiral Kurita fin 1944, et se fera tuer, en coulant avec le Yamato, en avril 1945.
- en 1937, sur le Kongo, le capitaine de vaisseau Kurita, Commandant-en-Chef de la 2e Flotte d'août 1943 à décembre 1944
- en 1938, sur le Kongo, le capitaine de vaisseau Yoshio Suzuki, qui sera le dernier commandant de la 3e Division de Cuirassés.
- en 1939, sur le Haruna, le capitaine de vaisseau Nishimura qui sera tué à la bataille du détroit de Surigao, sur le Yamashiro.
- en 1939, sur le Kongo, le capitaine de vaisseau Tanaka, le meilleur spécialiste de l'“Express de Tokyo”
- en 1941, sur le Kongo, le capitaine de vaisseau Tomiji Koyanagi (en) qui devenu amiral, sera le chef d'état-major du vice-amiral Kurita, à la bataille du golfe de Leyte[20].

Quant à la 3e Division de Cuirassés, ses derniers commandants, avant la guerre du Pacifique, auront été le contre-amiral Nagumo de 1938 à 1940, le contre-amiral Ozawa en 1940-1941, enfin le vice-amiral Mikawa à partir de juin 1941.

### Pendant la guerre du Pacifique

#### De Pearl Harbour à Midway
Au début de la guerre du Pacifique, les quatre cuirassés rapides sont donc rassemblés dans la 3e Division de Cuirassés, aux ordres du vice amiral Mikawa. Capables de soutenir une vitesse de 30 nœuds, ils sont naturellement affectés à l'escorte des grands porte-avions rapides.
Les Hiei et Kirishima constituent avec les croiseurs lourds Tone et Chikuma et le croiseur léger Abukuma la Force de Soutien de la Force de Frappe de la 1re Flotte Aérienne, c'est-à-dire des grands porte-avions du vice-amiral Nagumo.

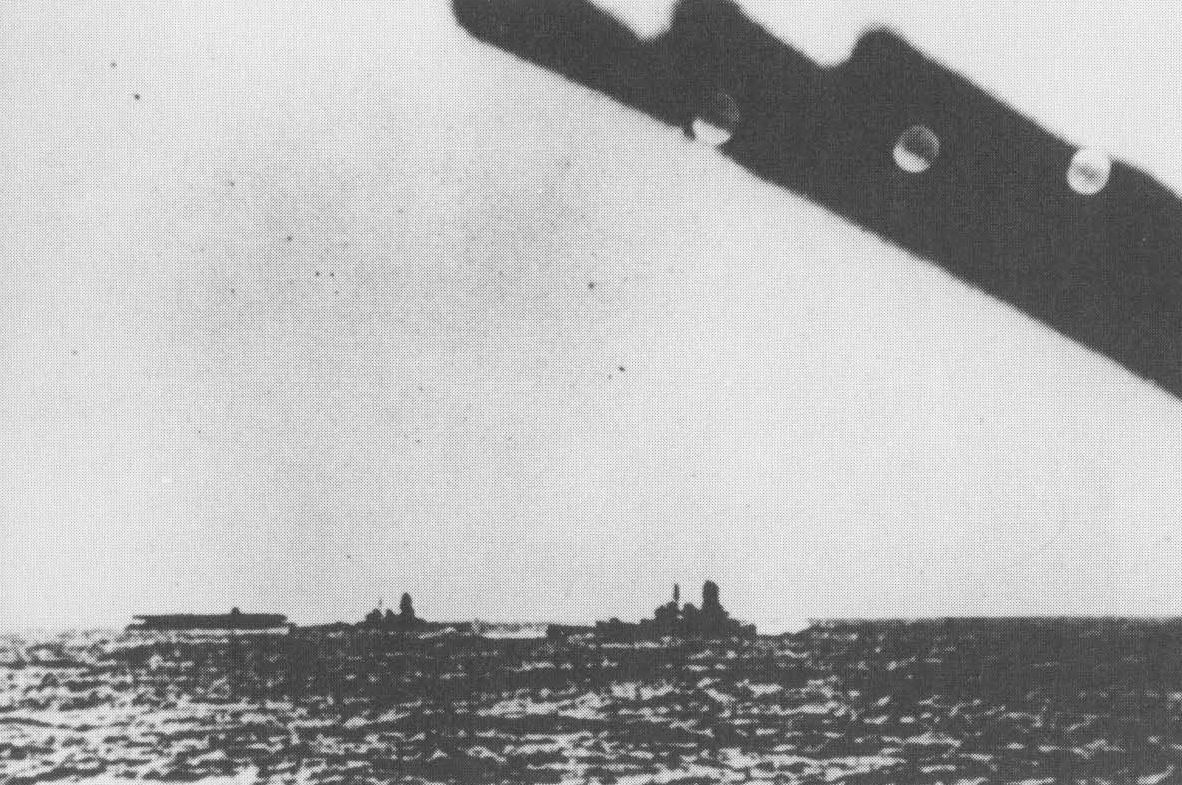
Le Hiei et le Kirishima, avec le porte-avions Akagi, en route vers Pearl Harbour, le 6 décembre 1941

Ils gagnent les îles Kouriles, fin novembre 1941, d'où ils appareillent le 26 novembre, pour escorter
ces navires dont l'aviation embarquée va aller frapper la Flotte américaine du Pacifique à Pearl Harbor. Rentrée au Japon, fin décembre, la Force de Soutien repart d'Hashira-jima le 5 janvier, pour Truk, dans les îles Carolines accompagnant quatre grands porte-avions pour couvrir l'attaque de Rabaul en Nouvelle-Bretagne et Kavieng, en Nouvelle-Irlande, du 20 au 23 janvier.
Après avoir accompagné les porte-avions du vice-amiral Nagumo, lors du bombardement de Darwin le 19 février 1942, les deux cuirassés rapides vont participer à l'attaque de Java, fin février, puis ils retrouvent les deux autres cuirassés rapides de la 3e Division de cuirassés (Kongō et Haruna) qui avaient été détachés auprès de la 2e flotte du vice-amiral Kondō, et avaient participé aux attaques contre Borneo, les Célèbes, et à la campagne des Indes orientales néerlandaises (Sumatra, Amboine, et Java). Les quatre cuirassés rapides aux ordres du vice-amiral Mikawa vont alors participer au raid sur Ceylan, du 1er au 9 avril 1942, et c'est un appareil du Haruna qui va repérer le HMS Hermes qui sera envoyé par le fond par l'aviation embarquée japonaise.
De retour au Japon, à Hashira-jima, à la fin avril, la 3e Division de Cuirassés y reste jusqu'à la mi-mai. Elle ne participe donc pas à l'Opération Mo qui va donner lieu à la bataille de la mer de Corail, dans laquelle n'est engagée que la 5e Division de Porte-avions. Pour l'opération Mi, c'est-à-dire l'attaque de l'île de Midway, les Kirishima et Hiei vont encore une fois escorter les grands porte-avions, qui ont en charge la couverture éloignée de l'opération, tandis que le Kongō et le Haruna sont rattachés à la 2e Flotte du vice-amiral Kondō qui doit assurer la couverture rapprochée de l'occupation de l'île. Quoique très proches du cœur de la bataille qui a opposé les porte-avions japonais et américains, le Kirishima et le Hiei ne subissent de la part de l'aviation embarquée américaine que des dégâts légers.

#### Devant Guadalcanal
Lors de la réorganisation des forces navales japonaises qui a eu lieu à la mi-juillet 1942, la 3e Division de cuirassés s'est trouvée réduite aux Kongō et Haruna, le vice-amiral Kurita en a reçu le commandement. Le Kirishima et le Hiei ont constitué une nouvelle 11e Division de Cuirassés, confiée au contre-amiral Abe.

##### La3eDivisionde Cuirassés aux ordres du vice-amiral Kurita
Rattachée à la 2e Flotte, la 3e Division de Cuirassés se trouve en août à l'arsenal de Kure pour recevoir de nouveaux équipements, elle n'a donc pas participé à la bataille des Salomon orientales, du 23 au 25 août 1942. En septembre, basée à Truk, elle participe au sein de la 2e Flotte et en coopération avec la 3e Flotte du vice-amiral Nagumo, à la couverture éloignée des opérations de renforcement des forces japonaises à Guadalcanal.
Début octobre, la 3e Division de Cuirassés devient la Force de Bombardement d'Urgence de la 2e Flotte, et le lendemain de la bataille du cap Espérance (12 octobre 1942) où la 6e Division de Croiseurs du contre-amiral Goto a été repoussée avant d'avoir pu bombarder l'aérodrome d'Henderson Field, le vice-amiral Kurita a emmené ses deux cuirassés rapides effectuer un violent bombardement de nuit sur l'aérodrome tenu par les Marines. Près de 870 obus de 356 mm sont tirés, dont une centaine de nouveaux obus explosifs incendiaires et à fragmentation dits de type “sankaidan”. Près de 50 avions y ont été détruits, soit plus de la moitié des avions qui s'y trouvaient. Les jours suivants, ce sont les croiseurs lourds de la 8e Flotte, qui ont bombardé de nuit les positions américaines de Guadalcanal.
Après la bataille des îles Santa Cruz, où la 3e Division de Cuirassés n'a pas subi de dégâts significatifs, elle a assuré la couverture éloignée des opérations qui ont abouti aux batailles des 12-13 et 14-15 novembre 1942, au cours desquelles ont été coulés les deux sister-ships, Hiei et Kirishima, puis au début de 1943, à l'évacuation de Guadalcanal (Opération Ke).

##### La11eDivisionde Cuirassés aux ordres du contre-amiral (puis vice-amiral) Abe
La 11e Division de Cuirassés a d'abord été rattachée à la 3e Flotte et a été présente à ce titre à la bataille des Salomon orientales. À la mi-octobre, la 2e et la 3e Flottes sont retournées au large de Guadalcanal, et, après la bataille du cap Espérance, la 11e Division de Cuirassés participe à la couverture des bombardements nocturnes d'Henderson Field, par la 3e Division de Cuirassés du vice-amiral Kurita, le 14 octobre, et par les croiseurs de la 8e Flotte du vice-amiral Mikawa, le 15 octobre. Le contre-amiral Abe et ses deux cuirassés sont présents à la bataille des îles Santa Cruz à la fin octobre. Mais comme à la bataille des Salomon orientales, les cuirassés japonais n'y ont pas joué un rôle notable.
Aux ordres du vice-amiral Abe (promu le 1er novembre), la 11e Division de Cuirassés, qui a été rattachée à la 2e Flotte du vice-amiral Kondō appareille, le 9 novembre, pour les îlots Shortland au sud de Bougainville. Il s'agit de couvrir un important convoi de renforts de troupes à Guadalcanal, le vice-amiral Abe ayant mission de bombarder Henderson Field, pour assurer la progression du convoi de renforts dont l'escorte est confiée à la 2e Escadre de Destroyers du contre-amiral Tanaka.
Dans la journée du 12, les bâtiments japonais sont repérés et le contre-amiral Callaghan, avec la Task Force 67 (deux croiseurs lourds, un grand croiseur léger, deux croiseurs légers anti-aériens et huit destroyers) prend position dans le détroit de Seelark, entre l'île de Savo et Guadalcanal, surnommé “le détroit au fond de ferraille” (Ironbottom Sound). Mais le navire équipé du radar le plus performant, l'USS Helena, n'est pas le navire amiral et se trouve à l'arrière de la ligne américaine, ce qui donne l'avantage aux Japonais, qui ont un meilleur entrainement au combat de nuit. Le combat, violent, débute à 1 h 40, à très courte distance. L'USS Atlanta est très vite désemparé, et le contre-amiral Scott, qui y a sa marque, est tué. L'USS San Francisco tire sur le Hiei, se fait mitrailler par le Kirishima, et le contre-amiral Callaghan est tué lui aussi. L'USS Juneau est torpillé, et l'USS Portland, endommagé au gouvernail, se met à tourner en rond en canonnant le Hiei à 3 000 m. Doté d'un blindage de ceinture de 203 mm seulement, le cuirassé rapide est ravagé par les obus des croiseurs lourds tirés à si courte distance,. Le vice-amiral Abe, blessé, ne réalise pas que seul l'USS Helena demeure opérationnel du côté américain, alors qu'il dispose encore du Kirishima, et décide se retirer vers le nord sans aller bombarder Henderson Field.

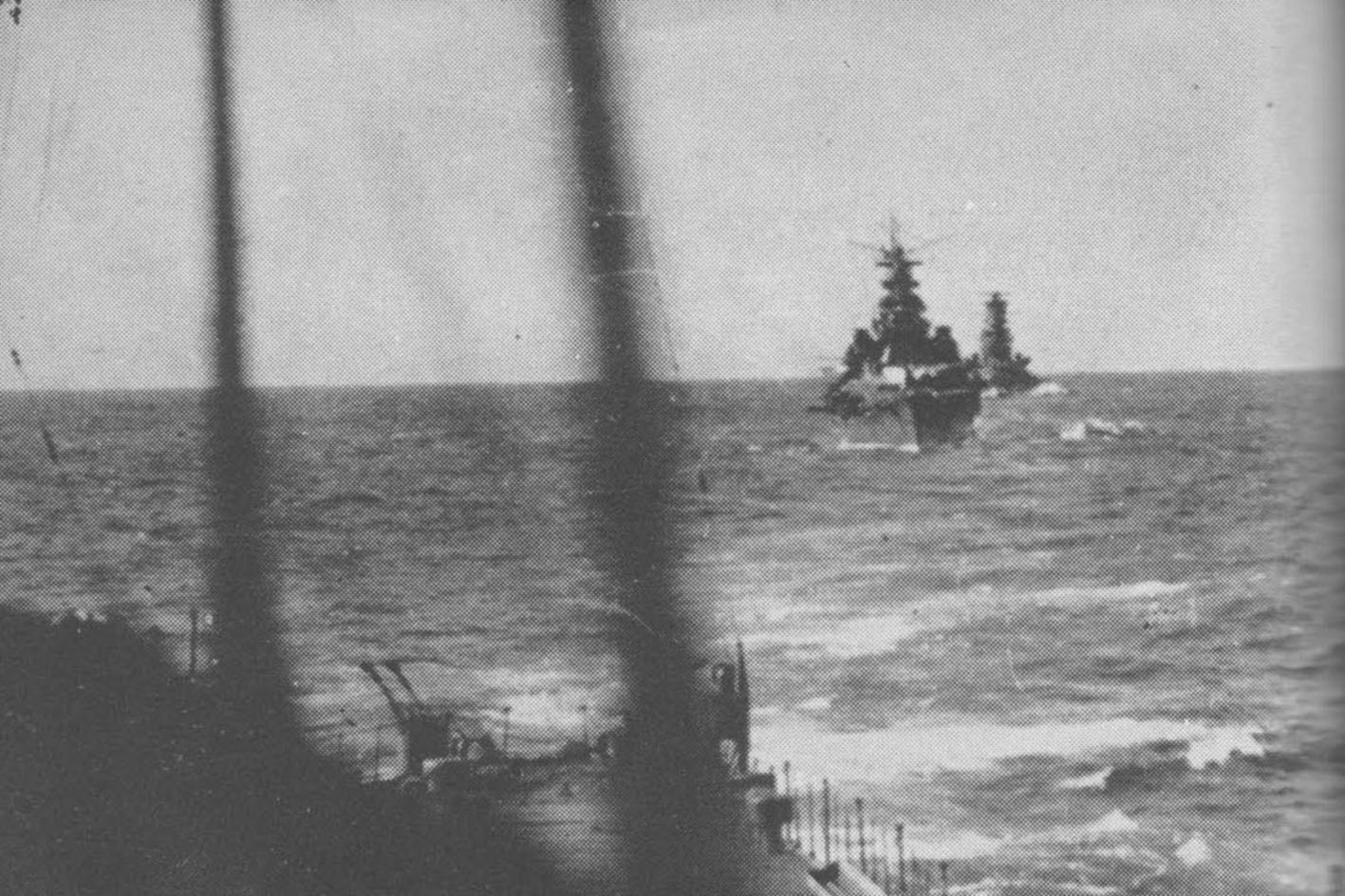
Le croiseur lourd Takao et le cuirassé Kirishima, en route pour Guadalcanal, le 14 novembre 1942 (photo prise du croiseur Atago, navire amiral du vice-amiral Kondō)

Après des tentatives avortées de prendre le Hiei en remorque, puis de l'échouer, le cuirassé rapide, assailli dans la journée du 13 par l'aviation basée à Henderson Field et par l'aviation embarquée de l'USS Enterprise, est sabordé, malgré un ordre contraire de l'amiral Yamamoto, parvenu trop tard. Le soir même, le vice-amiral Mikawa arrive de Rabaul avec deux croiseurs lourds, renforcés de deux autres croiseurs lourds aux ordres du contre-amiral Nishimura. Henderson Field encaisse alors près de 1 400 obus de 203 mm, mais reste opérationnel, son aviation contribuant à endommager le Maya, à couler le Kinugasa et six des onze transports du convoi du contre-amiral Tanaka dans la journée du 14. Pour en finir avec Henderson Field, l'amiral Yamamoto relève le vice-amiral Abe de son commandement, et enjoint au vice-amiral Kondō d'exécuter la mission de bombardement d'Henderson Field. Le vice-amiral Kondō, qui a sa marque sur l'Atago, met le cap sur Guadalcanal depuis l'atoll d'Ontong Java, à 135 nautiques au nord des îles Salomon, avec le Kirishima, le Takao, deux croiseurs légers et plusieurs destroyers. Mais cette Unité de Bombardement d'Urgence, va se heurter à la Task Force 64 du contre-amiral "Ching" Lee (deux cuirassés modernes, USS Washington et South Dakota, et quatre destroyers) arrivant de Noumea.
Dans la nuit du 14 au 15, la mêlée est aussi furieuse que deux jours auparavant, le croiseur léger Sendai est engagé par l'USS Washington mais le contre-amiral Hashimoto qui y a sa marque le replie aussitôt derrière un écran de fumée. Dans le combat entre les destroyers, les marins japonais ont l'avantage, grâce à leur expérience du combat de nuit et à la supériorité de leurs torpilles de 610 mm de diamètre, les fameuses Longues Lances, deux des quatre destroyers de l'escorte des cuirassés américains sont coulés, et un troisième endommagé. Le Kirishima et les croiseurs lourds engagent l'USS South Dakota qui se trouve un moment en difficulté, encaissant 42 impacts, lorsque survient une panne générale de ses circuits électriques. Mais le contre-amiral Lee, qui « s'y connaît mieux en radar que les opérateurs radar »,, utilise le radar SG installé sur l'USS Washington pour diriger sa flotte dans la nuit, avec succès. De son navire amiral qui n'a pas été repéré par la veille optique japonaise, le contre-amiral Lee lance à la radio « Ici Ching Chong Lee, tenez vous à l'écart ! Je vais passer au travers ! ». En quelques minutes, à une distance de 8 000 mètres, l'USS Washington, dont le tir est réglé d'après les indications du radar, atteint le Kirishima de neuf obus de 406 mm, et le réduit à l'état d'épave. Le vice-amiral Kondo retire aussitôt ses croiseurs vers le nord, laissant ses petits bâtiments recueillir les rescapés,.
Plus aucun grand bâtiment japonais ne sera ensuite engagé en première ligne devant Guadalcanal

#### En mer des Philippines et dans le golfe de Leyte
Au cours de l'année 1943,la 3e Division de Cuirassés, basée à Truk, effectue quelques sorties, pour essayer d'intercepter les Task Forces américaines qui effectuent des raids de bombardement des positions japonaises dans le Pacifique central (les îles Gilbert ou les îles Marshall). En août, le vice-amiral Kurita remplace l'amiral Kondō à la tête de la 2e Flotte, et la 3e Division de Cuirassés passe aux ordres du vice-amiral Yoshio Suzuki,. Les deux cuirassés effectuent aussi des séjours à l'arsenal au Japon, pour améliorer leur protection sous-marine et leur Défense Contre-Avions. C'est ainsi, que quatre pièces de 152 mm sous casemates sont enlevées ainsi que deux affûts doubles de 25 mm Type 96, et deux tourelles doubles de 127 mm Type 89 et deux affûts triples de 25 mm sont installés à la place, au cours d'un passage en cale sèche à Sasebo qui les fait échapper au bombardement de Truk (opération Hailstone).

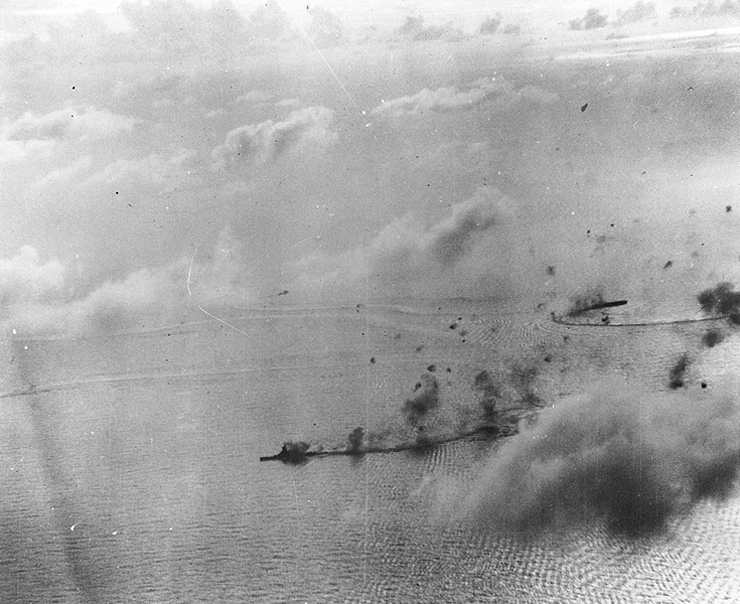
Le Kongo ou le Haruna accompagnant le porte-avions léger Chiyoda, sous les bombes de la TF 58, à la bataille de la mer des Philippines, le 20 juin 1944

À partir de mars 1944, dans la réorganisation des forces navales japonaises, qui voit la création de la 1re Flotte Mobile, aux ordres du vice-amiral Ozawa, la 3e Division se trouve rattachée à la “Force C” du vice-amiral Kurita, qui dispose en outre des deux cuirassés géants Yamato et Musashi, de trois porte-avions légers, huit croiseurs lourds, d'un croiseur léger et de 7 destroyers.
La 3e Division de Cuirassés rejoint, en mars, le mouillage des îles Lingga, sur la côte de Sumatra, au sud de Singapour, puis gagne, en mai, le mouillage de Tawi-Tawi, en mer de Sulu, à l'extrémité sud-ouest des Philippines.
Avec la 1re Flotte Mobile, la 3e Division de Cuirassés appareille le 13 juin 1944, dans le cadre du Plan A-Gô, pour aller affronter la Ve Flotte américaine, qui va débarquer sur les îles Mariannes (Opération Forager). Au cours de la bataille de la mer des Philippines, la division est attaquée le 20 juin par l'aviation embarquée de la Task Force 58, et le Haruna est légèrement endommagé par les “Avengers” de l'USS Cabot. Rentrée au Japon, la 3e Division de Cuirassés reçoit sur chaque cuirassé un radar de Type 22 de veille surface et de contrôle de tir et deux radars de Type 13 et l'artillerie anti-aérienne est renforcée, soixante-seize tubes anti-aériens de 25 mm Type 96 (12 affûts triples et 40 simples) sont ajoutés. Elle regagne ensuite le mouillage des îles Lingga. En août, à Singapour, 18 canons de 25 mm AA sont encore ajoutés.
Au moment de l'attaque américaine des Philippines et du débarquement de la VIe Armée américaine sur la côte est de l'île de Leyte (opération King Two), la 3e Division de cuirassés japonais fait partie de la Force d'Attaque de Diversion no 1, commandée par le vice-amiral Kurita, dont la composition est proche de la Force qu'il commandait en mer des Philippes, sans les porte-avions, mais avec trois cuirassés et trois croiseurs lourds de plus. Dans le cadre du Plan Sho-Go de défense des Philippines, la 3e Division de cuirassés appareille, le 18 octobre, des îles Lingga, relâche en baie de Brunei, à Borneo, du 20 au 22, devant ensuite aller franchir le détroit de San-Bernardino, entre la mer de Sibuyan et la mer des Philippines, puis contournant l'île de Samar par le nord et l'est, aller attaquer les forces amphibies américaines dans le golfe de Leyte. Les cuirassés rapides ont été engagés, le 24 octobre, dans la bataille de la mer de Sibuyan, où ils ont été attaqués par l'aviation embarquée de la Task Force 38, du vice-amiral Mitscher sous les ordres de l'amiral Halsey, et le 25 octobre, dans la bataille au large de Samar, où ils ont attaqué les porte-avions d'escorte de la Task Unit 77.4.3 du contre-amiral Sprague sous les ordres du vice-amiral Kinkaid, commandant la VIIe Flotte.
Le 24, dans la matinée, les aviateurs du TG 38.2 ont revendiqué avoir mis une bombe de 450 kg, et à la mi-journée ceux du TG 38.3 ont estimé avoir touché de deux torpilles et avoir mis deux fois une bombe de 450 kg sur des cuirassés de la classe Kongo. En fin de journée, les aviateurs des TG 38.3 et TG 38.4 ont signalé avoir manqué de peu par quatre fois un Kongo et ont signalé en avoir vu un, fumant et très endommagé. Mais du côté japonais, le vice-amiral Kurita n'a pas reconnu de dommages au cours de ces attaques en fin de journée du 24, autres que ceux subis par le Musashi, qui a coulé, et le système de communications du Nagato et n'a indiqué « rien d'important sur les autres bateaux ».

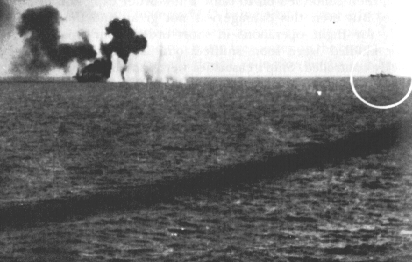
Le porte-avions USS Gambier Bay sous le feu de bâtiments japonais, dont un est visible à l'horizon à droite

Après avoir franchi le détroit de San-Bernardino sans opposition dans la nuit, la “Force Centrale” japonaise, comme les Américains ont désigné la force navale commandée par le vice-amiral Kurita, a surpris, le 25 octobre peu avant 7 h, au nord-est de l'île de Samar, six porte-avions d'escorte (code radio "Taffy 3") chargés de l'appui au sol des forces amphibies américaines dans le golfe de Leyte. Pris sous le feu de quatre cuirassés et sept croiseurs lourds, ces petits porte-avions “à tout-faire” ont entrepris de se dérober vers le sud, tandis que leur écran de destroyers s'interposait. Dans le combat qui s'ensuit, la pugnacité des destroyers américains est extraordinaire. Ils mitraillent croiseurs et cuirassés avec leurs pièces simples de 127 mm et s'approchent dangereusement près de leurs adversaires pour décocher leurs torpilles. En revanche, les obus de pénétration de l'artillerie principale des cuirassés japonais ont tendance, à faire long feu, traversant sans exploser les tôles minces des destroyers et des porte-avions d'escorte. Vers 8 h 30 les croiseurs lourds japonais coulent l'USS Gambier Bay, tandis que le Kongo contribue à endommager gravement les deux destroyers USS Johnston et Hoel, qui finissent par couler, ainsi qu'un destroyer d'escorte (USS Samuel B. Roberts).
Alors que le sort des porte-avions d'escorte parait scellé, le vice-amiral Kurita dont les unités les plus menaçantes sont à 5 000 m de leurs cibles, assez inexplicablement, arrête son attaque, à 9 h 30, et se met à tergiverser sur la tactique à adopter. L'aviation embarquée des porte-avions de la VIIe Flotte va alors endommager gravement les croiseurs lourds japonais dont trois vont couler,, tandis que se déclenchent les premières attaques de kamikaze qui vont couler l'USS St. Lo. Vers midi, le vice-amiral Kurita met définitivement cap au nord. En début d'après midi, ce qui reste de la “Force Centrale” (quatre cuirassés, parmi lesquels les Kongo et Haruna, et deux croiseurs lourds) est attaqué, sans résultats notables, par une centaine d'avions du TG 38.1 du vice-amiral McCain. Revenu à hauteur du détroit de San-Bernardino, et informé que les porte-avions du vice-amiral Ozawa sont hors de combat, le vice-amiral Kurita se résout à rentrer, et franchit le détroit à la nuit tombée, échappant aux cuirassés de l'amiral Halsey, lancés à sa poursuite.

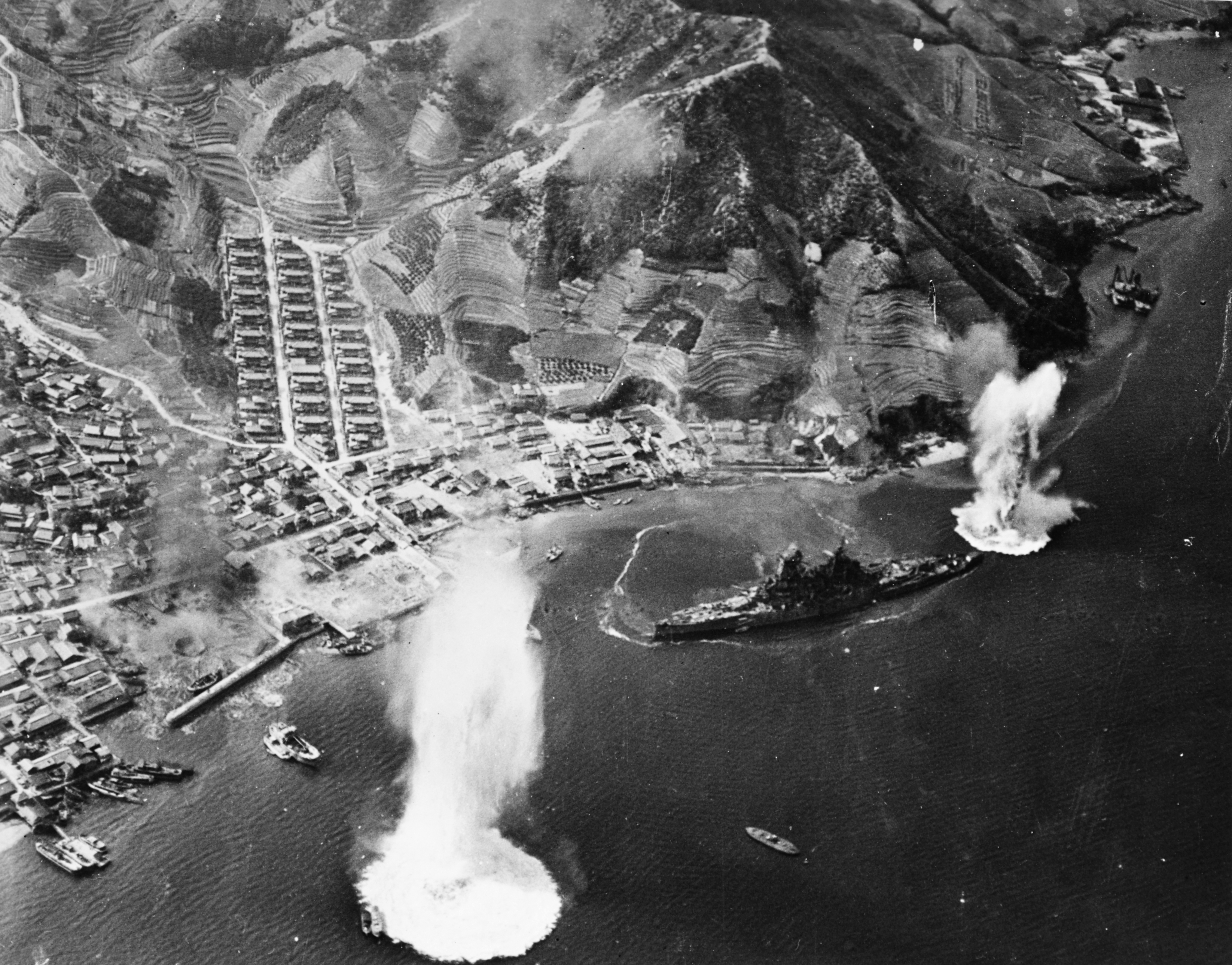
Le Haruna sous les bombes de la IIIe Flotte, le 28 juillet 1945

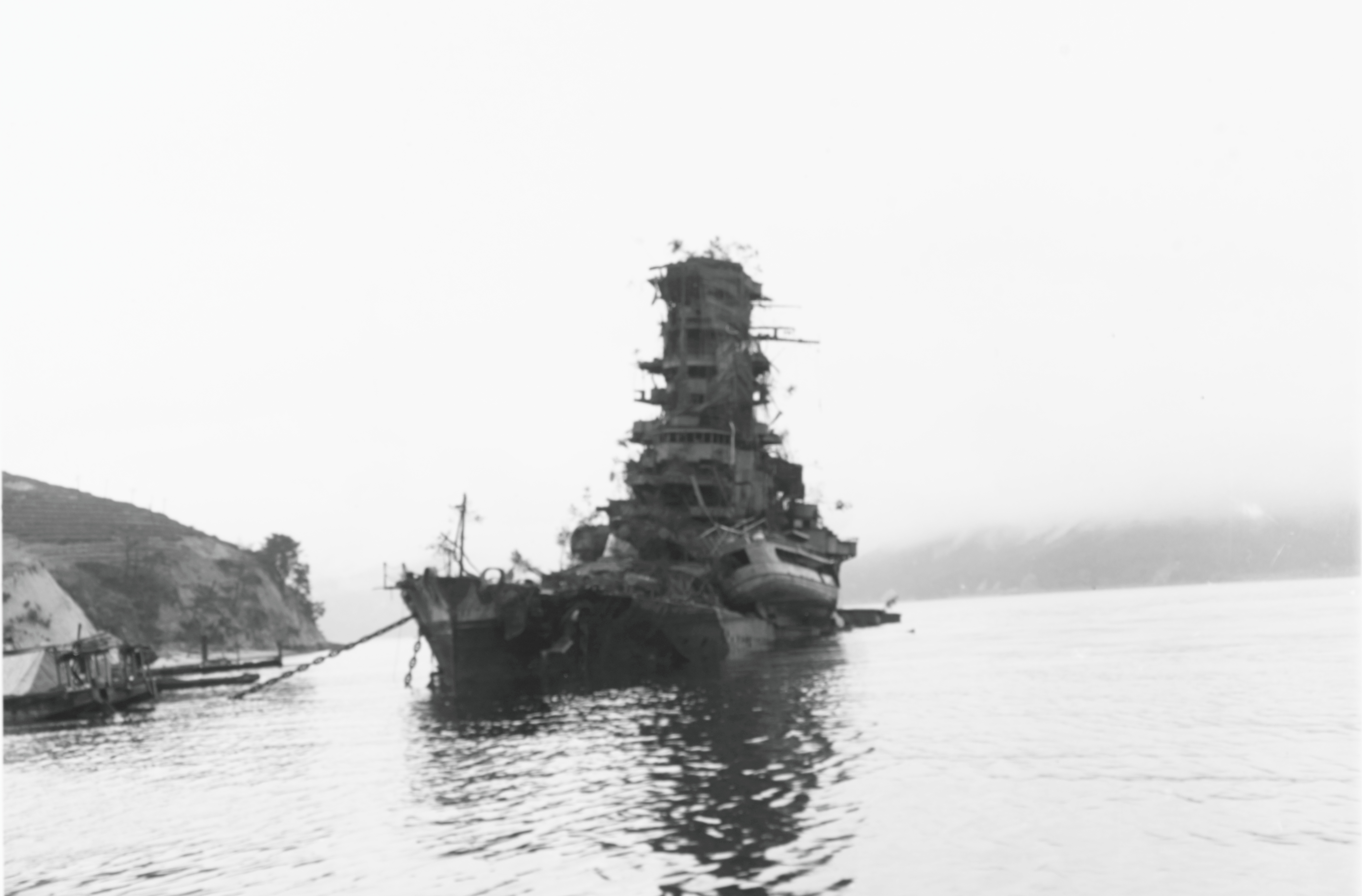
L'épave du Haruna, coulé à son mouillage, ici en octobre 1945

La “Force Centrale” en retraite a encore été attaquée par l'aviation américaine, le 26 octobre, dans le détroit de Tablas, le Yamato a été touché, et un croiseur léger a été coulé. Mais le Kongo et le Haruna sont arrivés sans encombre à Brunei le 28. Le 16 novembre, le Kongo est repart pour le Japon, accompagnant le Yamato et le Nagato. Le 21, le convoi a été attaqué par le sous-marin américain USS Sealion de la classe Balao, dans le détroit de Formose. Le Kongo, qui a reçu plusieurs torpilles, va finir par couler au bout de quelques heures. Le vice-amiral Suzuki y est tué.
Le Haruna est resté quelques jours en mer de Chine, entre Borneo, le mouillage des îles Lingga et Singapour. Mais ayant heurté un haut-fond, il doit rentrer pour être réparé au Japon. Il y parvient en décembre, non sans difficultés, car il subit dans ce voyage de retour les attaques de sous-marins américains auxquelles il échappe. Après la dissolution de la 3e Division de Cuirassés, il est rattaché au district naval de Kure et va y rester au port, en raison de la pénurie de carburant. Il subit à partir de mars 1945, des bombardements de l'aviation embarquée américaine et des United States Army Air Forces. Il est finalement coulé, en baie d'Etajima, le 28 juillet 1945, par l'aviation embarquée de la IIIe Flotte américaine. L'épave est relevée en 1946, et démantelée en 1948.

## Galerie de photos

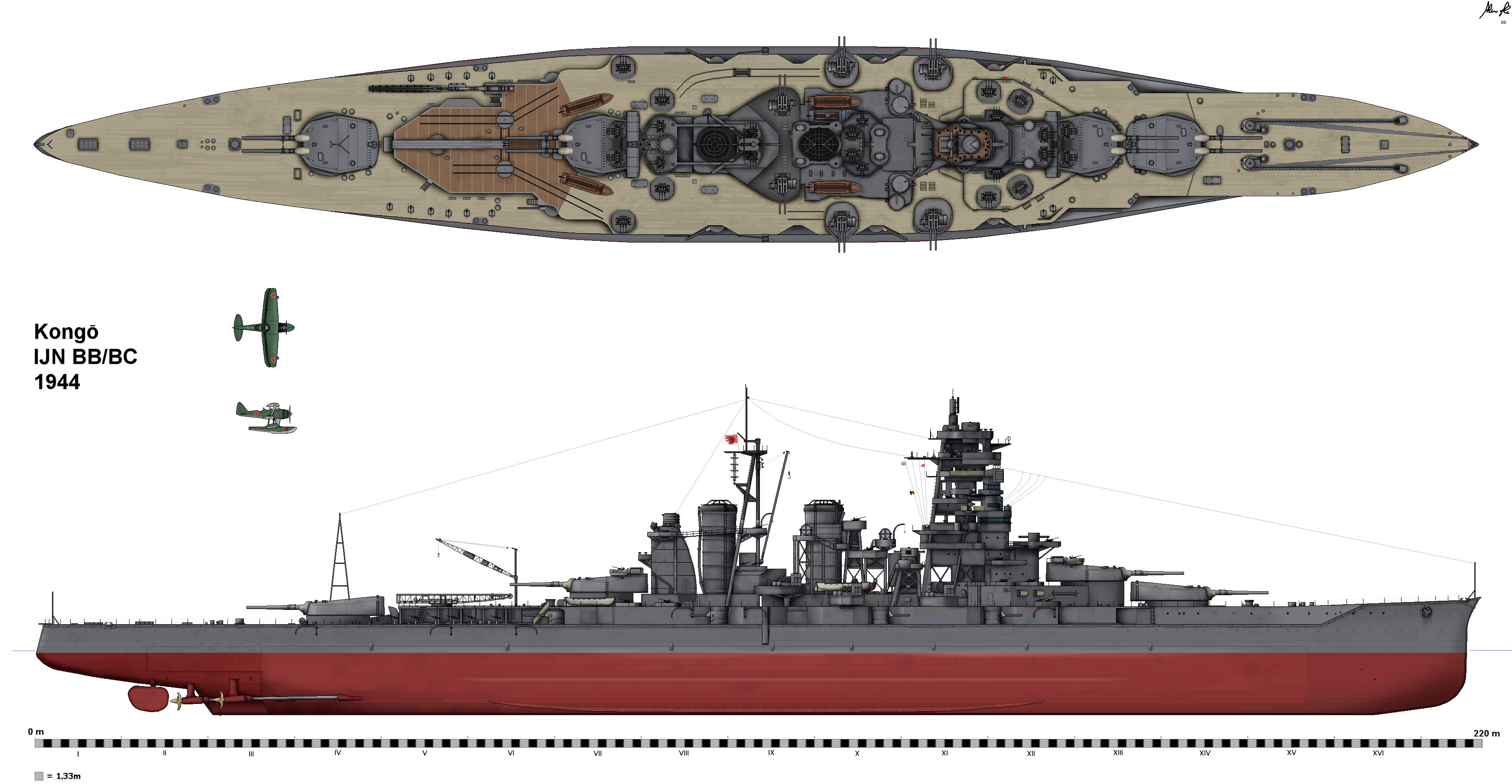
Profil du Kongo en 1944
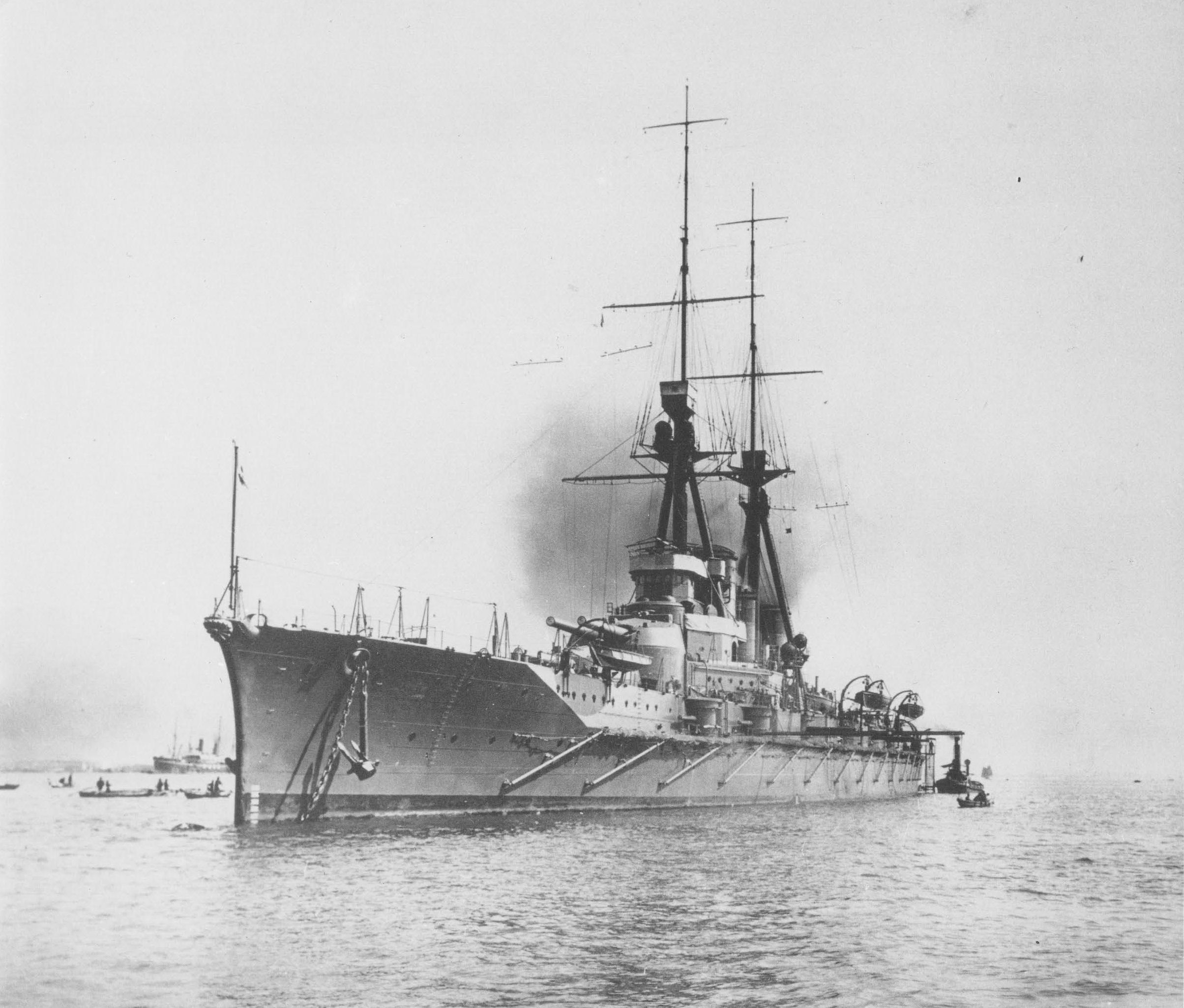
Le Haruna à Kobe le 24 avril 1915, 5 jours après sa mise en service
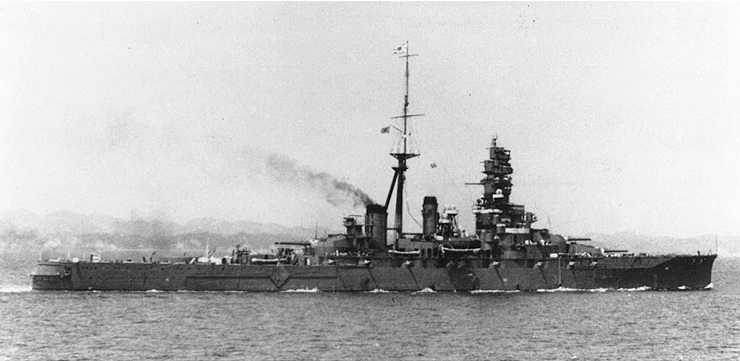
Le Hiei en bâtiment d'entrainement, sans sa tourelle la plus en arrière, 1930
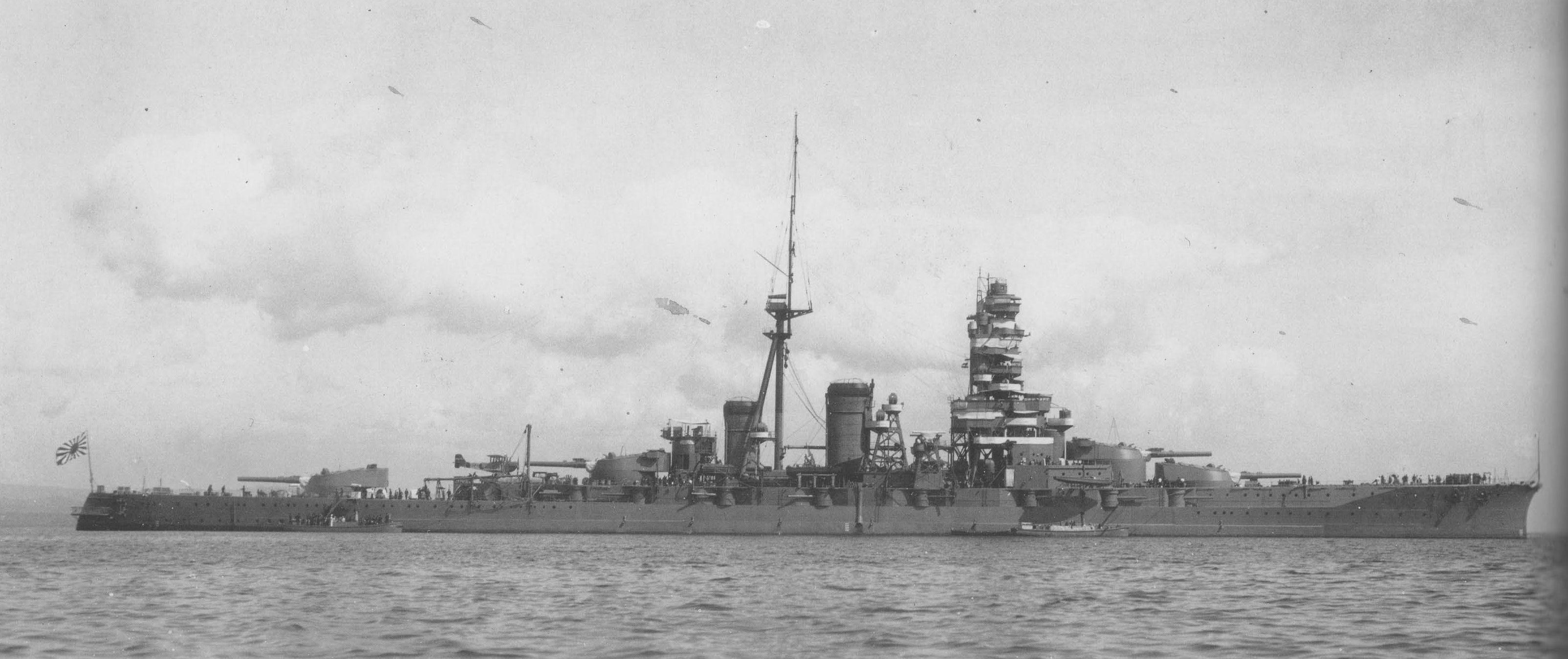
Le Kirishima en 1932, après sa première reconstruction
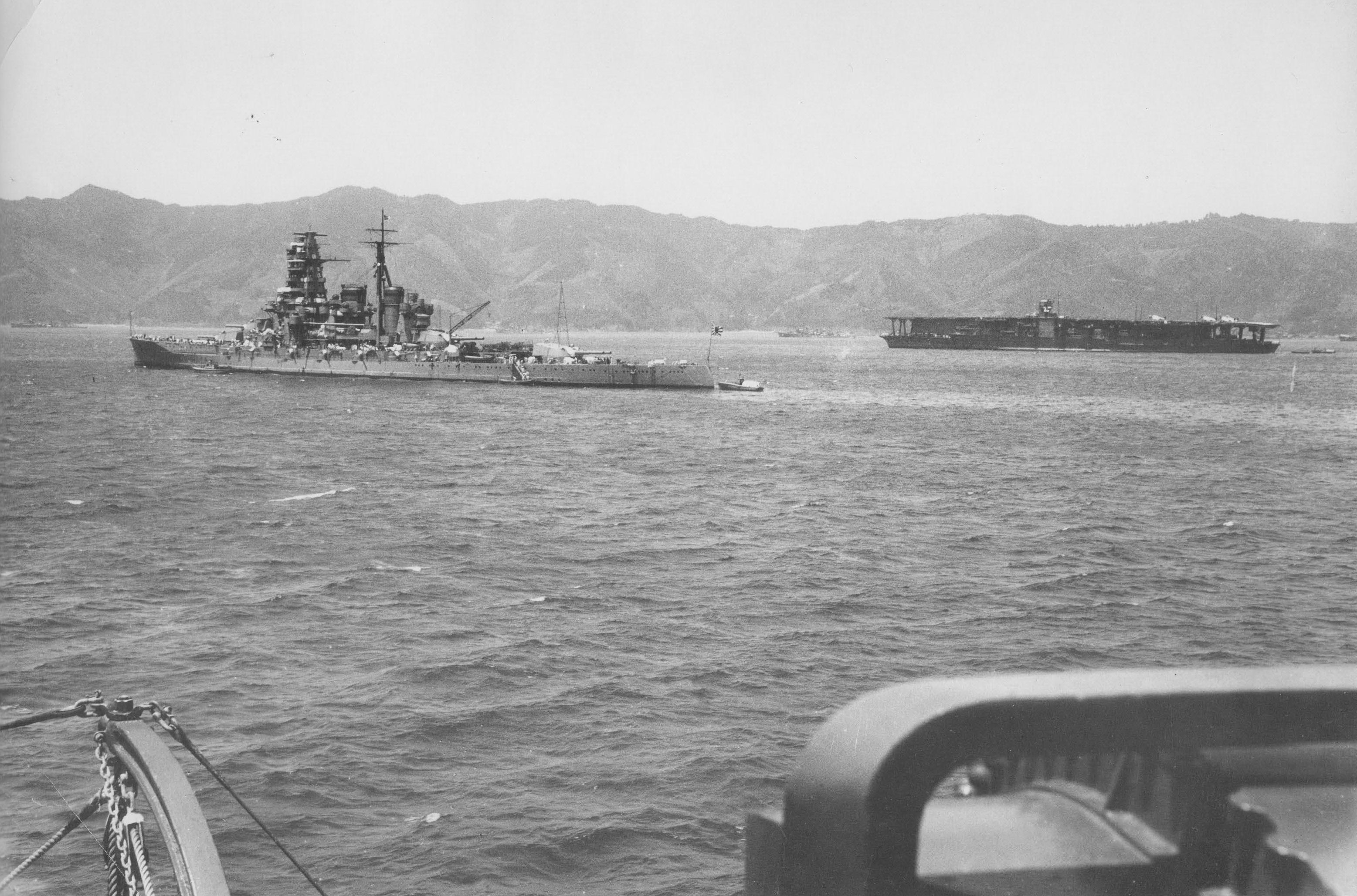
Le Kirishima et le porte-avions Akagi à Sukumo, avril 1939